# Kamala Lopez
Kamala Lopez vel Kamala Lopez-Dawson (ur. 15 kwietnia 1964 w Nowym Jorku) – amerykańska aktorka, reżyserka, scenarzystka, producentka filmowa i telewizyjna oraz działaczka społeczna na rzecz równouprawnienia kobiet.    

## Biografia
Urodziła się w Nowym Jorku, jednak dorastała i wychowywała się w Caracas (Wenezuela), aż do 14 roku życia, kiedy to jej rodzice postanowili wrócić do Stanów. Najbardziej znanym aspektem jej działalności w świecie filmu jest aktorstwo. Zadebiutowała w 1986 epizodyczną rolą w popularnym serialu TV Miami Vice. W latach późniejszych zagrała w ponad 50 serialach i filmach telewizyjnych oraz kinowych. Chociaż w większości były to obrazy mało znane, jej nazwisko można odnaleźć w tak popularnych produkcjach jak: Jak być sobą, Magia kłamstwa, Agentka o stu twarzach, Star Trek: Voyager, Nowojorscy gliniarze, Napisała: Morderstwo, Beverly Hills, 90210, JAG, Agentka o stu twarzach, Strażnik Teksasu, Stan zagrożenia, Babski oddział, 24 godziny, Medium, Magia kłamstwa, Mentalista i in. 
Chociaż większość z jej ról to epizody, w ciągu filmowej kariery przyszło jej występować u boku tak znanych gwiazd światowego kina jak: Don Johnson, David Carradine, Laurence Fishburne, Jeff Goldblum, Angela Lansbury, Powers Boothe, Chuck Norris, Paul Hogan, Harrison Ford, Willem Dafoe, Johnny Depp, David Caruso, Dennis Franz, Simon Baker, Robert Downey Jr. i in.
Jest absolwentką Uniwersytetu Yale (licencjat na wydziale Filozofii i Studiów Teatralnych). Aktorstwa uczyła się również w Herbert Berghof Studio w Nowym Jorku oraz u Sanforda Meisnera w Los Angeles i Jerzego Grotowskiego w jego Warsztatach Teatru Obiektywnego przy Uniwersytecie Kalifornijskim w Irvine. 
W wielu swoich filmach występowała pod nazwiskiem Kamala Lopez-Dawson.   

## Filmografia

### Aktorka (wybór)
- 1986 – Policjanci z Miami (Maria Rojas)
- 1987 – Posterunek przy Hill Street (Lola Martinez)
- 1990 – Sprawiedliwi (Brenda)
- 1989-1990 – 21 Jump Street (Marta Cabarrus)
- 1992 – Podwójny kamuflaż (Belinda)
- 1992 – Napisała: Morderstwo (Rosa Garcia)
- 1992 – Beverly Hills, 90210 (Beth Nielsen)
- 1993 – Nowe przygody Supermana (Carmen Alvarado)
- 1994 – Strażnik Teksasu (Mary Wells)
- 1994 – Stan zagrożenia (wenezuelska telefonistka)
- 1995 – Nowojorscy gliniarze (Maria Galvan)
- 1998 – Mściciel (Elena Amayo)
- 2000 – Star Trek: Voyager (Tincoo)
- 2000 – JAG (księżniczka Fatima)
- 2002 – Agentka o stu twarzach (dr Lemon)
- 2002 – Babski oddział (Connie)
- 2004 – 24 godziny (Theresa Ortega)
- 2004 – Jak być sobą (Molly Corn)
- 2004 – Potyczki Amy (pani Nunez)
- 2005, 2007 – Medium (adwokat Paxtona, panna Romney)
- 2009 – Magia kłamstwa (Inez)
- 2012 – Lada dzień (agent Martinez)
- 2013 – Mentalista (kobieta w kaplicy)
- 2014 – Pułapki umysłu (matka Kenny'ego Foster)

### Reżyser
- 2008 – Ese beso
- 2016 – Equal Means Equal

## Działalność społeczna
W 2009 roku Lopez zainicjowała projekt edukacyjny ("ERA Education Project") zmierzający do ustanowienia w konstytucji Stanów Zjednoczonych poprawki "ERA" ("Equal Rights Amendment") – istniejącej od 1921 roku społecznej inicjatywy legislacyjnej, której celem jest zagwarantowanie równych praw wszystkim obywatelom amerykańskim bez względu na płeć. Efektem tej kampanii były wywiady jakie Lopez przeprowadzała na terenie całego kraju z różnymi kobietami, mające ukazać wpływ jaki na ich życie codzienne ma nieprzestrzeganie ich praw obywatelskich, objawiające się np. nierówną płacą lub przemocą domową. W październiku 2013 zainicjowała na "Kickstarter" akcję "Equal Means Equal" mającą na celu, poprzez zbiórkę pieniędzy, wsparcie idei "ERA". Przyniosła ona 158-procentowy wpływ w stosunku do planowanej sumy. Pod tym samym tytułem w 2016 roku miała miejsce premiera filmu dokumentalnego jej autorstwa, poświęconego prawom kobiet w USA.  

## Nagrody i wyróżnienia
- 2009 – "Exceptional Merit Media Award" w kategorii "A Single Woman"[7].
- 2011 – "Woman of Courage Award" od organizacji "National Women's Political Caucus"[8].
- 2012 – miejsce na liście "21 liderów 21 wieku" portalu Women's eNews[9].
- 2013 – Nagroda Jury na festiwalu filmowym "Boyle Heights Latina Independent Film Extravaganza" za film Ese Beso[10].
- 2015 – tytuł "Kobiety roku" przyznany przez samorząd hrabstwa Los Angeles[11].
- 2016 – "Latino Spirit Award for Achievement in Advocacy and Entertainment" nagroda przyznana przez stan Kalifornia[12].